# معتمدية قبلي الشمالية
معتمدية قبلي الشمالية إحدى معتمديات الجمهورية التونسية، تابعة لولاية قبلي. وقد أحدثت عام 1991 بعد أن كانت تشكل مع معتمدية قبلي الجنوبية معتمدية واحدة.

### مواضيع ذات علاقة
- ولاية قبلي.